# Aldona Domańska
Aldona Teresa Domańska (ur. 1970) – polska prawniczka, dr hab. nauk prawnych, profesor nadzwyczajny Katedry Prawa Konstytucyjnego Wydziału Prawa i Administracji Uniwersytetu Łódzkiego.

## Życiorys
W 1994 ukończyła studia prawnicze na Uniwersytecie Łódzkim, 23 października 1998 obroniła pracę doktorską Zasady sprawiedliwości społecznej we współczesnym polskim prawie konstytucyjnym, 19 czerwca 2015 habilitowała się na podstawie pracy zatytułowanej Pozycja ustrojowo-prawna Rzecznika Praw Obywatelskich. Otrzymała nominację profesorską. Została zatrudniona na stanowisku adiunkta w Wyższej Szkole Gospodarki Krajowej w Kutnie.
Piastuje funkcję profesora nadzwyczajnego w Katedrze Prawa Konstytucyjnego Wydziału Prawa i Administracji Uniwersytetu Łódzkiego oraz skarbnika Polskiego Towarzystwa Prawa Konstytucyjnego i członka Komisji Dyscyplinarnej do spraw nauczycieli akademickich przy Radzie Głównej Nauki i Szkolnictwa Wyższego.